# یکشنبه سیاه (فیلم ۱۹۷۷)
یکشنبه سیاه (به انگلیسی: Black Sunday) فیلمی مهیج به کارگردانی جان فرانکن‌هایمر و محصول ۱۹۷۷ آمریکا براساس کتابی به همین نام از توماس هریس است. این فیلم توسط رابرت اوانز تهیه شد و بازیگرانی چون رابرت شاو،بروس درن، مارتا کلر و فریتس ویور در آن بازی کردند. این فیلم نامزد جایزه ادگار به خاطر بهترین فیلم سال ۱۹۷۸ شد.

## داستان فیلم
یک عامل ضد تروریستی اسرائیل باید یک دامپزشک ناراضی ویتنامی را که در یک طرح توطئه تروریستی در سوپر باول همکاری می‌کند متوقف کند.